# سارة ديل
سارة ديل (بالإنجليزية: Sarah Deal)‏ هي ضابطة أمريكية، ولدت في 14 سبتمبر 1969.